# Gazinocyon
Gazinocyon — вимерлий рід гієнодонтових ссавців. Скам'янілості (5 колекцій) знайдено у Вайомінгу, США. Описано 2 види: Gazinocyon vulpeculus, Gazinocyon whitiae.